# لوما گراند (تگزاس)
لوما گراند (به انگلیسی: Loma Grande) یک منطقهٔ مسکونی در ایالات متحده آمریکا است که در تگزاس واقع شده‌است. لوما گراند ۱۰۷ نفر جمعیت دارد.